# Siphonosoma
Siphonosoma is een geslacht in de taxonomische indeling van de Sipuncula (Pindawormen).
Het geslacht behoort tot de familie Sipunculidae. Siphonosoma werd in 1912 beschreven door Spengel.

## Soorten
Siphonosoma omvat de volgende soorten:
- Siphonosoma arcassonense
- Siphonosoma australe
- Siphonosoma boholense
- Siphonosoma cumanense
- Siphonosoma dayi
- Siphonosoma funafuti
- Siphonosoma ingens
- Siphonosoma mourense
- Siphonosoma rotumanum
- Siphonosoma vastum